# Olympische Winterspiele 2006/Teilnehmer (Chinese Taipei)
| Gelbes Symbol für Goldmedaillen mit stilisierten Olympischen Ringen | Graues Symbol für Silbermedaillen mit stilisierten Olympischen Ringen | Braundes Symbol für Bronzemedaillen mit stilisierten Olympischen Ringen |
| ------------------------------------------------------------------- | --------------------------------------------------------------------- | ----------------------------------------------------------------------- |
| —                                                                   | —                                                                     | —                                                                       |

Taiwan, vom IOC offiziell als Chinesisch-Taipeh (deutsch für Chinese Taipei) bezeichnet, nahm bei den Olympischen Winterspielen 2006 im italienischen Turin zum neunten Mal an Olympischen Winterspielen teil. Einziger entsandter Athlet war der Rennrodler Ma Chich-hung.

## Teilnehmer nach Sportarten

### Rennrodeln
- Ma Chih-hung
Männer, Einsitzer → 28. (3:35,141 min)